# I due parà
I due parà è un film del 1965 diretto da Lucio Fulci.

## Trama
Franco e Ciccio Impallomeni sono due artisti fratelli ambulanti siciliani. Dopo uno spettacolo disastroso, decidono di emigrare negli Stati Uniti d'America, ma sbagliano nave e finiscono a Nuova Quiracao, capitale di Santa Prisca, un piccolo stato centro-americano oppresso dalla dittatura sanguinaria dal generale Josè Limar. Quest'ultimo è sostenuto dagli USA e chiede aiuto nella guerra civile che lo oppone ai baffudos e alle sbarbados, ma l'ambasciatore gli comunica che i parà americani difenderanno solo i loro concittadini, e attaccheranno invece i ribelli solo se offesi per primi.
Limar architetta quindi uno stratagemma: prelevare due prigionieri dal campo di concentramento, travestirli da parà e creare confusione con i baffudos, al fine di far scoppiare le ostilità tra loro e l'esercito statunitense. Per il compito vengono scelti proprio Franco e Ciccio, che al loro arrivo erano stati immediatamente catturati, i quali dopo una serie di avventure riescono addirittura a prendere il potere: Ciccio può quindi fregiarsi del titolo di Ciccio I, dittatore di Santa Prisca.
La loro esperienza politica dura però molto poco: Limar riesce a riprendere il potere e ordina di fucilarlli, ma rimane vittima dell'attentato organizzato dalle sbarbados. Così i due riescomo a fuggire mentre le sbarbados preso il potere soggiogano i barbudos e instaurano la dittatura femminile. I due intanto scappano travestiti da parà americani e si imbarcano su un aereo credendo finalmente di arrivare in America, ma vengono invece condotti forzatamente in Vietnam.